# Kuno Werner
Kuno Werner (ur. 10 maja 1925 w Heidersbach, zm. 8 września 2004) – niemiecki biegacz narciarski, kombinator norweski i biathlonista reprezentujący NRD. W 1956 roku wystartował w biegach narciarskich podczas igrzysk olimpijskich w Cortinie d’Ampezzo, gdzie zajął 27. miejsce w biegu na 15 km, a w sztafecie był dziesiąty. Na rozgrywanych cztery lata później igrzyskach olimpijskich w Squaw Valley zajął odpowiednio 24. i dziewiąte miejsce. Wystąpił tam także w biathlonie, kończąc rywalizację w biegu indywidualnym na dziewiątej pozycji.
Odnosił sukcesy na arenie krajowej. W 1952 roku został mistrzem NRD w kombinacji norweskiej. W latach 1952, 1955−1958 wygrywał w biegu na 15 km, w latach 1949, 1955–1956 i 1958-1960 wygrał w biegu na 30 km, a w latach 1955–1957 i 1961 triumfował na dystansie 50 km. Zdobył też mistrzostwo NRD w biegu indywidualnym w latach
1958 i 1959.
Po zakończeniu kariery został trenerem.

## Osiągnięcia w biathlonie

### Igrzyska olimpijskie
| Rok  | Miejscowość  | Konkurencje | Konkurencje | Konkurencje | Konkurencje | Konkurencje | Konkurencje | Konkurencje |
| Rok  | Miejscowość  | IN          | SP          | PU          | MS          | RL          | MR          | SR          |
| ---- | ------------ | ----------- | ----------- | ----------- | ----------- | ----------- | ----------- | ----------- |
| 1960 | Squaw Valley | 9.          | nd.         | nd.         | nd.         | nd.         | nd.         | –           |

## Osiągnięcia w biegach narciarskich

### Zimowe igrzyska olimpijskie
| Miejsce | Dzień       | Rok  | Miejscowość       | Konkurencja             | Czas biegu | Strata   | Zwycięzca        |
| ------- | ----------- | ---- | ----------------- | ----------------------- | ---------- | -------- | ---------------- |
| 27.     | 30 stycznia | 1956 | Cortina d’Ampezzo | 15 km stylem klasycznym | 49:39      | +4:39    | Hallgeir Brenden |
| 10.     | 4 lutego    | 1956 | Cortina d’Ampezzo | Sztafeta 4 × 10 km      | 2:15:30    | +9:07    | ZSRR             |
| 24.     | 23 lutego   | 1960 | Squaw Valley      | 15 km stylem klasycznym | 51:55,5    | +3:30,1  | Håkon Brusveen   |
| 9.      | 25 lutego   | 1960 | Squaw Valley      | Sztafeta 4 × 10 km      | 2:08:33,5  | +13:01,5 | Finlandia        |